# Huerta del Carmen
La huerta del Carmen es un yacimiento arqueológico situado en la localidad española de Algeciras. Se encuentra localizado al sur de la Villa Vieja de la ciudad, junto al Paseo de la Conferencia y los jardines del Hotel Reina Cristina. En este yacimiento se encuentran los restos de las murallas medievales de la villa palatina de Al-Yazira Al-Jadra, llamada al-Bunayya. En concreto se conserva el núcleo de tres de la murallas de la cerca y varios metros de barbacana. La zona arqueológica tiene una superficie de 20.000 m² con una longitud máxima de 300 metros y una anchura variable de entre 60 y 80 metros.
El sistema defensivo rescatado en diversas intervenciones arqueológicas muestra una muralla con torres de planta cuadrada, una primera línea de barbacana siguiendo el contorno de murallas y torres y una segunda línea de barbacana en talud. Estás defensas se completarían con una torre albarrana conocida por diversos grabados del siglo XVIII, una coracha marítima y una segunda torre albarrana varios metros más allá de la línea de costa. Por diversos planos del siglo XVIII y por la presencia de algunos muros situados entre las dos barbacanas se intuye la presencia de una puerta en esta zona de la cerca.
La cronología propuesta para este sistema defensivo indica que la muralla con torres y primera línea de barbacana fueron construidas cuando los benimerines tomaron posesión de la ciudad y levantaron una ciudadela al otro lado del río, entre 1282 y 1285. La técnica empleada era el tapial, quizás con refuerzos de mampostería en algunas zonas. Posteriormente la ciudad quedó en manos nazaríes y aislada de las ciudades del entorno tras las conquistas castellanas de Tarifa y Gibraltar. Así, probablemente entre 1312 y 1329 los nazaríes reforzaron las torres añadiendo un forro de mampostería con refuerzos en las esquinas unido a las torres de tapial mediante tongadas de calicanto. También se debió reforzar la muralla, aunque este punto está aún por aclararse, y se reparó la barbacana. Posteriormente tras la conquista castellana de 1344 se aumentaron las defensas de la ciudadela tal como se había hecho en la villa norte. Se construyó la segunda barbacana ataluzada con sillares bien labrados donde aún se observan marcas de cantero. Finalmente en 1379 la ciudad fue destruida por lo nazaríes tras diez años de ocupación.

## Contexto arqueológico

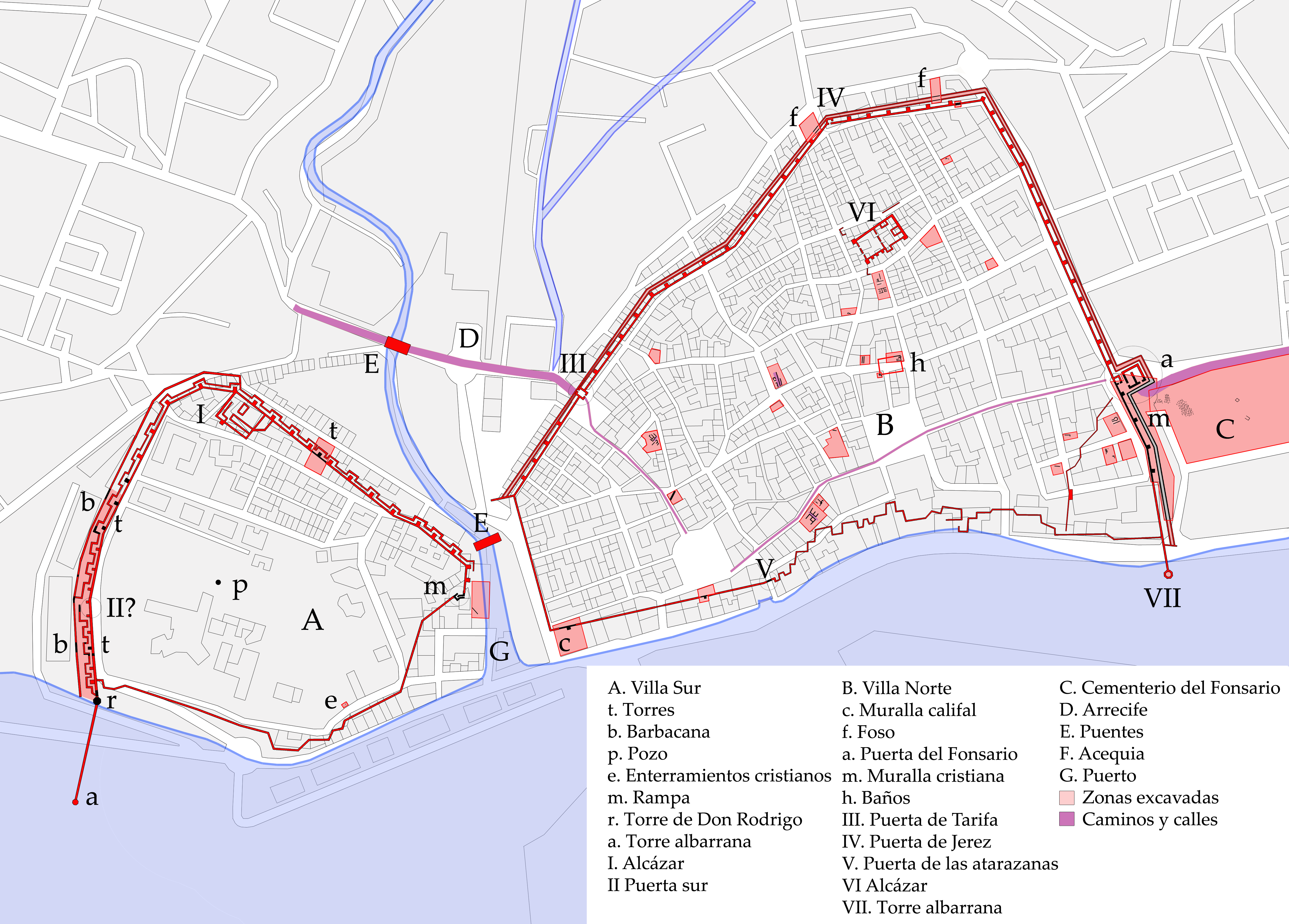
Plano de la ciudad medieval sobre un plano actual. La Villa Nueva se sitúa a la izquierda y la Villa Vieja a la derecha.

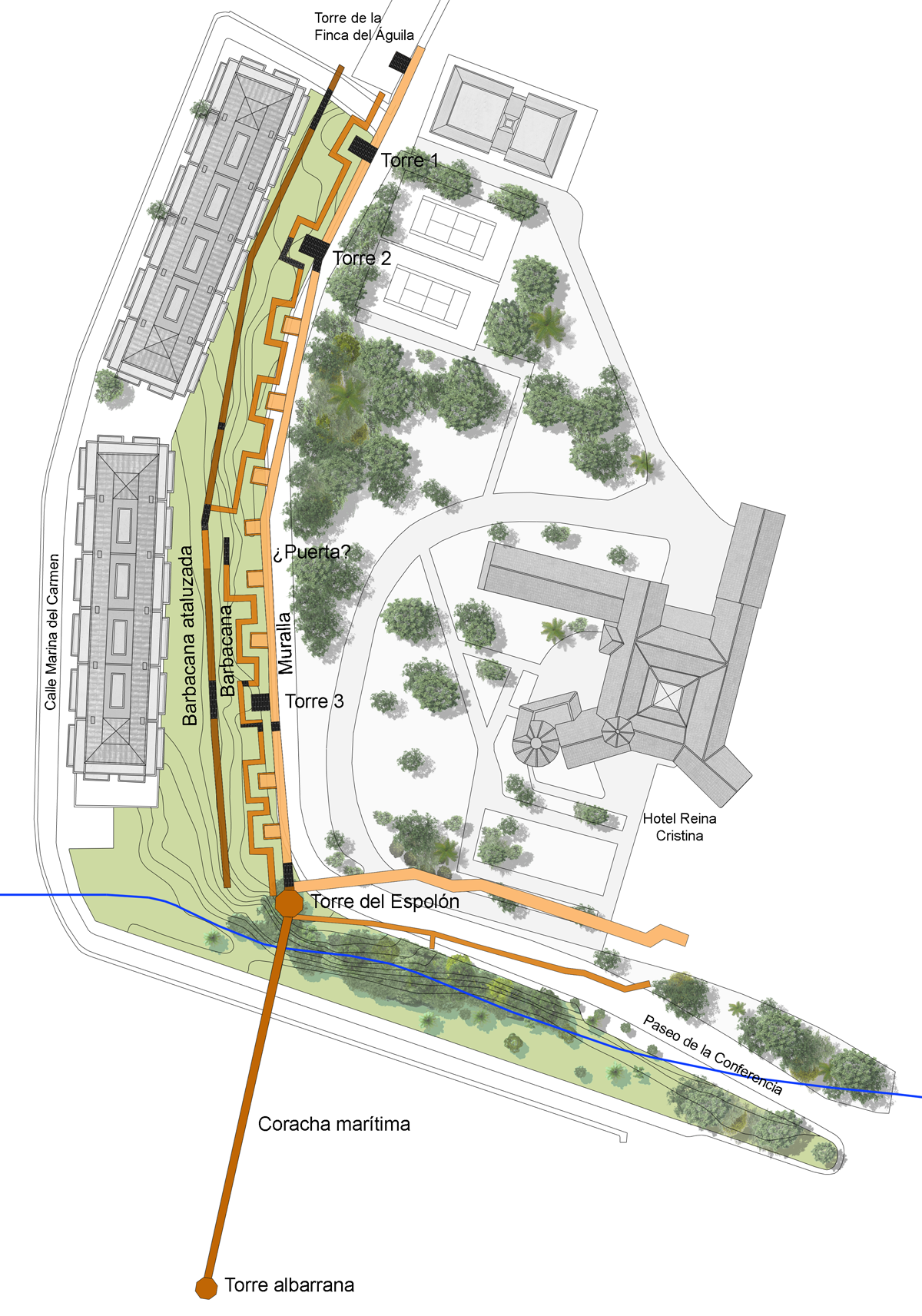
Plano de los restos conservados (negro) y supuestos (naranja).

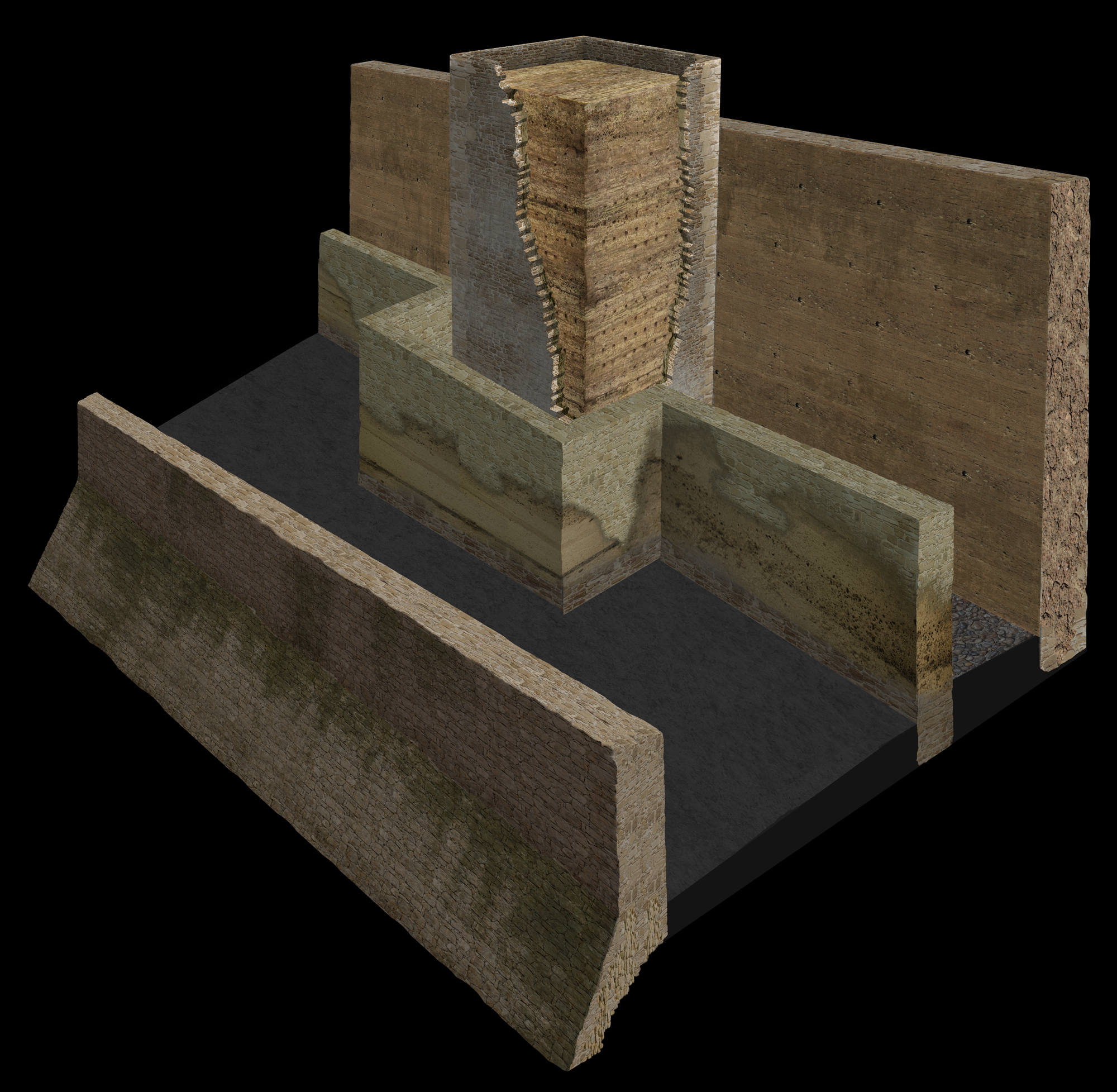
Reconstrucción ideal del sistema defensivo de la Villa Nueva de Algeciras. Se observa la muralla de tapial, la torre con núcleo de tapial y forro de mampostería, la barbacana de tapial con refuerzo de mampostería y la segunda barbacana ataluzada de mampostería.

La ciudad de Al-Yazira al-Jadra tuvo desde el siglo XIII dos recintos o villas separados por el río de la Miel. Las fuentes escritas de la época, como la Crónica de Alfonso XI, llaman a los recintos Villa Vieja o al-Medina y Villa Nueva, al-Binya o al-Bunayya, la primera de ellas sería la ciudad fundada en el año 711 tras la conquista de Al-Ándalus y la segunda sería la villa palatina construida en 1282 por el sultanato benimerín tras tomar la ciudad.
Tradicionalmente se ha situado a la Villa Vieja en el recinto sur de Algeciras. Esta tesis mantenida por Jorge Próspero de Verboom, Emilio Santacana y Mensayas, Manuel Pérez-Petinto, Cristóbal Delgado Gómez y Antonio Torremocha entre otros, identifica el término Villa Vieja utilizado en el siglo XVIII para los restos medievales visibles en la colina situada frente a la Isla Verde con el topónimo Villa Vieja de las fuentes antiguas. Según esta teoría, el recinto sur sería el primero en ser ocupado en 711 y el recinto norte sería el construido en 1285 por los Benimerines.
Investigaciones recientes en diversos yacimientos arqueológicos de la ciudad como las murallas de la villa norte han puesto de manifiesto la inexactitud del planteamiento tradicional. La tesis actual defendida por los historiadores Rafael Jiménez-Camino y José María Tomassetti entre otros sostiene que la Villa Vieja de las fuentes medievales es el recinto norte. Utilizan para situar estos topónimos la descripción del cerco a la ciudad en 1344 por Alfonso Onceno, que se refiere a los puntos perfectamente identificados como la Torre de los Adalides, situada al norte de la ciudad, como más cercanos a la Villa Vieja y, por lo tanto, al recinto septentrional. La aparición de viviendas anteriores a la fundación de la Villa Nueva en la zona norte y la ausencia de construcciones en el lapso de tiempo comprendido entre la ocupación romana y el siglo XIII en el recinto sur parecen apoyar esta hipótesis.
De este modo en el yacimiento arqueológico de la Huerta del Carmen, situado en la zona denominada Villa Vieja desde el siglo XVIII, se observan los restos de la cerca de la Villa Nueva medieval denominada Al-Bunayya o Almanzora edificada a partir de 1282 por los meriníes de Abu Yusuf Yacub en el lugar que ocupó el campamento castellano de Alfonso X durante el asedio de Algeciras de 1279, en la orilla sur del río de la Miel. De este modo la secuencia estratigráfica de la zona identifica elementos constructivos romanos del siglo IV correspondientes a la factoría de salazones de Iulia Traducta inmediatamente bajo los restos medievales.

## Restos arqueológicos
Las tres torres de la Huerta del Carmen fueron, junto a un trozo de la escarpa del foso del recinto norte los únicos restos de la ciudad andalusí que permanecían en superficie a finales del siglo XX desde la destrucción de la ciudad en 1379. Tanto las excavaciones arqueológicas llevadas a cabo entre 1997 y 1998 en el recinto norte como las llevadas en la actualidad en este recinto sur han puesto de manifiesto la importancia que tuvo las defensas estáticas de Al-Yazirat al-Hadrá.
Según pusieron de manifiesto diversas excavaciones realizadas en la zona y diversos planos del siglo XVIII la estructura completa de la cerca estaría formada por una muralla con torres a intervalos regulares, liza, barbacana y escarpa. No se tiene constancia documental ni arqueológica de la presencia de foso y en algunos planos se intuye la presencia de una puerta en la zona oriental de la muralla. Los restos arqueológicos visibles en la actualidad, a la espera de nuevas intervenciones arqueológicas, se corresponden con tres torres de la cerca, varios metros de la barbacana y del escarpe y un horno cerámico del siglo XVIII. 
Las torres
Aunque actualmente se conserva únicamente su núcleo y unas pocas hiladas de sillares, con un alzado máximo de 2 metros, las excavaciones arqueológicas realizadas en el lugar mostraron que en origen poseyeron planta cuadrada, 5'4 metros de anchura en cada uno de sus lados y que estaban adosadas a la muralla. Las torres 1 y 2, las más occidentales, se encuentran separadas entre sí 28 metros y las torres 2 y 3 unos 130 por lo que se calcula que el número total de torres existentes en ese tramo de muralla debía ser de 6, 7 si se considera el tramo de muralla entre la torre 3 y la torre albarrana. 
Las torres poseen un núcleo macizo de calicanto con varias hiladas de mampostería revistiendo su exterior a modo de refuerzo. La hipótesis contemplada en la actualidad para la cronología de estas torres mantiene que debieron ser construidas por los benimerines en torno a 1282 a 1285 con la técnica de tapial, junto a la barbacana y la muralla. Posteriormente, muy probablemente cuando la ciudad estuvo bajo el dominio nazarí entre 1312 y 1329, se reforzaron estas torres con un forro de mampostería en sus tres caras. Este forro estaría formado por piedras de arenisca en hiladas relleno de calicanto y reforzado en las esquinas con sillares de mayor tamaño de calcarenita. Para sustentar este forro de mampostería se añadió a la base de las torres un zócalo de unos 75 cm de altura que sobresale unos 10 centímetros de los sillares añadidos por encima.
La muralla
La muralla, muy arrasada en la actualidad, tiene una anchura máxima de 2'10 metros y fue construida con tapial revestido de mampuestos. La gran parte de sus restos se encuentran actualmente bajo el Paseo de la Conferencia y no ha podido ser estudiado con detenimiento. Parece formr parte del original sistema de defensas benimerí de 1282 a 1285 debido a la presencia de un núcleo de tapial por coladas similar al de las torres y se desconoce si el forro de mampuestos que parece presentar se corresponde a una reforma nazarí similar a la efectuada en las torres.
La barbacana

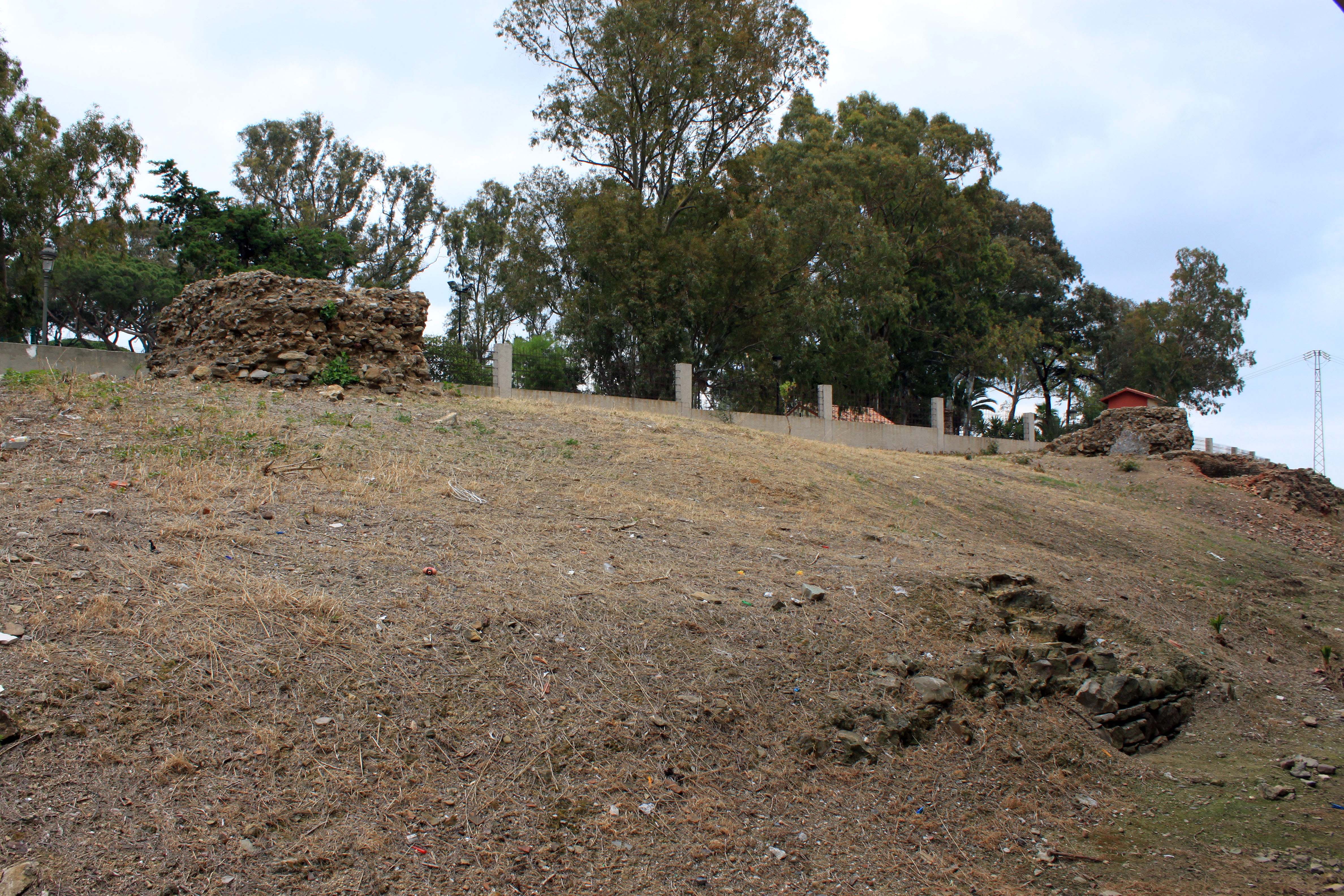
Restos de un tramo de barbacana ataluzada en primer plano, la Torre 1 a la izquierda y la Torre 2 a la derecha.

La barbacana fue construida, como la muralla, con un núcleo de calicanto y reforzado en algunas zonas por hiladas de mampostería. Se encuentra a 7 metros de la muralla y de las torres de forma constante adaptándose para ello su trazado al perímetro de la cerca. De este modo la barbacana, de 1,65 metros de anchura, rodea en codo las torres, dejando un paso de ronda o liza de alrededor de 3,8 metros formado por cantos rodados. 
En diversas zonas de esta estructura se observan dos etapas constructivas, la original de tapial y una de mampostería. Quizás, como ocurrió con las torres esta barbacana fue reforzada en época nazarí aunque es también probable que estos añadidos no se correspondan con un plan de refuerzo a gran escala sino con simples reparaciones. Entre la torres 2 y 3 se ha observado la presencia de un muro más adelantado a la barbacana que algunos autores habían interpretado como una tercera línea defensiva. A falta de nuevas excavaciones arqueológicas se ha propuesto que este muro podía corresponder a parte del acceso acodado de la barbacana hacia la puerta abierta en la muralla que algunos planos del siglo XVIII parecen representar.
La barbacana ataluzada
Una tercera línea defensiva está representada como un escarpe de calicanto revestido situado a 16 metros de la barbacana. Esta segunda barbacana posee un escarpe en talud en su zona externa y debía presentar una zona superior vertical. Está realizada con un núcleo de calicanto en contacto con la ladera y una hoja externa de mampuestos regulares en hiladas alternados con lajas. En varios puntos de esta barbacana se han localizado marcas de cantero cristianas similares a las localizadas en las murallas del recinto norte de la ciudad y situadas cronológicamente en el refuerzo de las defensas llevadas a cabo durante el reinado de Alfonso XI tras la conquista de la ciudad en 1344.
La Torre de Don Rodrigo

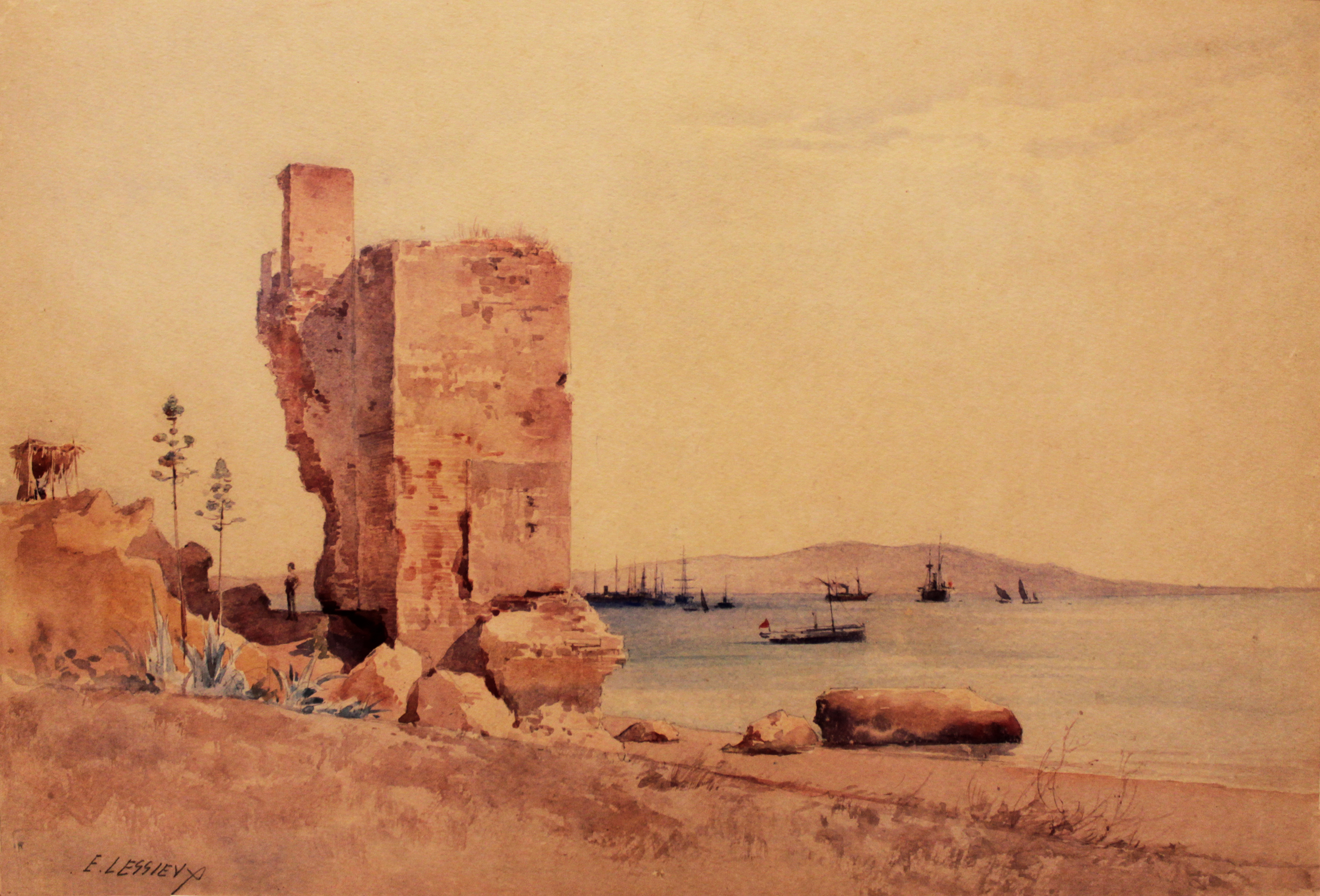
Torre de Don Rodrigo a finales del según una acuarela de Ernest Louis Lessiuex.

La función defensiva de este sistema de murallas estaba respaldada con la presencia de una torre albarrana en su extremo sudoriental. Esta torre ha sido identificada con la Torre del Espolón que aparece en las Crónicas castellanas, una torre de planta octogonal con 6 metros de anchura máxima y unos 12 de altura que se adentraba varios metros en el mar al haberse construido sobre las rocas del acantilado. Poseería un basamento de cal y canto con una única estancia en su mitad superior y se unía a la muralla mediante una coracha con adarve. Sin embargo esta torre aparece mencionada en 1730 como Torre de Don Carlos y en 1796 como Torre de Don Rodrigo y fue reutilizada en el siglo XVIII como almacén de pólvora para ser luego abandonada y caer el 25 de noviembre de 1901 a causa de un temporal. 
Las descripciones más recientes, y sus representaciones cartográficas, muestran una torre de planta cuadrada, de mampostería y sillería con algo más de 13 metros de altura, con una estancia abovedada e integrada en las murallas por lo que se duda de que realmente fuese la misma torre que se nombra en los textos medievales. Sus restos, que se mantuvieron durante varias décadas conocidos como Piedra Morena fueron completamente destruidos a mediados del siglo XX durante una ampliación del Puerto de Algeciras.

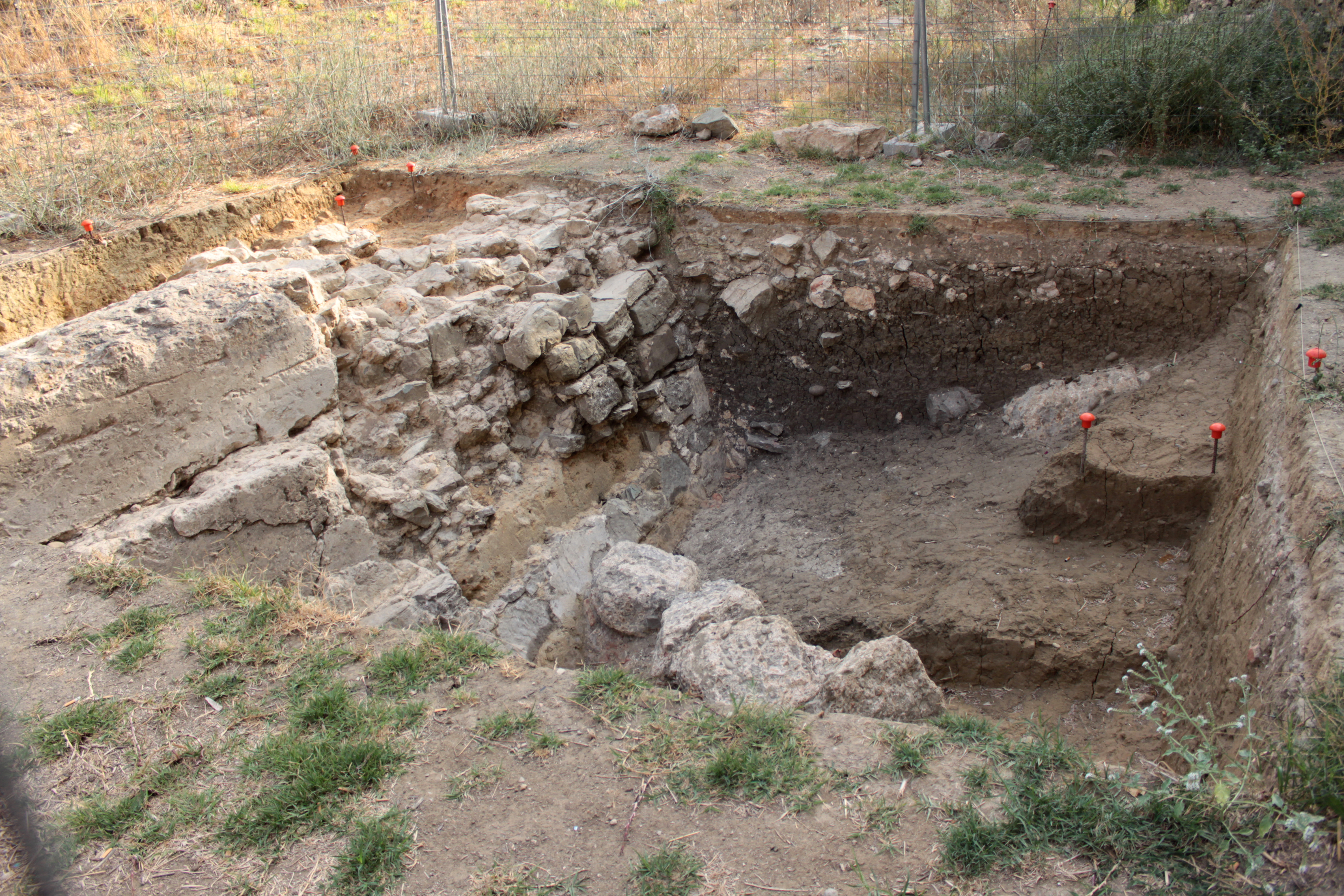
Cata arqueológica realizada en julio de 2017 mostrando la segunda barbacana del complejo.

## Puesta en valor de los restos
En diciembre de 2016 el Ayuntamiento de Algeciras a través de la delegada de Cultura Pilar Pintor presentó un proyecto para la excavación y puesta en valor de los restos de las murallas de la Huerta del Carmen que había sido redactado por la empresa Yamur Arquitectura. Este proyecto contaría con la inversión del Ministerio de Fomento. En mayo de 2017 comenzó la primera fase de excavaciones que tiene como objetivo la excavación y evaluación de las estructuras conservadas en el solar. Una segunda fase del proyecto contempla la consolidación e integración de los restos en un parque arqueológico.